# Federazione di rugby a 15 del Botswana
La Federazione Rugby XV del Botswana è l'organo che governa il Rugby a 15 nel Botswana.
Affiliata all'International Rugby Board, è inclusa fra le nazionali di terzo livello senza esperienze di Coppa del Mondo.